# Aguada de La Pólvora
Aguada de La Pólvora är en källa i Chile.   Den ligger i regionen Región de Atacama, i den norra delen av landet, 900 km norr om huvudstaden Santiago de Chile. Aguada de La Pólvora ligger 2 240 meter över havet.
Terrängen runt Aguada de La Pólvora är huvudsakligen kuperad. Aguada de La Pólvora ligger nere i en dal. Trakten runt Aguada de La Pólvora är nära nog obefolkad, med mindre än två invånare per kvadratkilometer.. Det finns inga samhällen i närheten. 
Trakten runt Aguada de La Pólvora är ofruktbar med lite eller ingen växtlighet.